# Macroglossum alcedo
Macroglossum alcedo is een vlinder uit de familie van de pijlstaarten (Sphingidae). De wetenschappelijke naam van de soort werd in 1832 gepubliceerd door Jean Baptiste Boisduval.